# Borys Gudziak
Borys Andrij Gudziak (Syracuse, 24 novembre 1960) è un arcivescovo cattolico statunitense, dal 18 febbraio 2019 arcieparca metropolita di Filadelfia.

## Biografia
Borys Andrij Gudziak è nato a Syracuse, nello stato di New York, il 24 novembre 1960. I suoi genitori, entrambi greco-cattolici ucraini, erano arrivati nello Stato di New York dall'Ucraina occidentale all'inizio degli anni '50.

### Formazione e ministero sacerdotale
Nel 1978 ha completato gli studi pre-universitari alla Christian Brothers Academy e nel 1980 ha conseguito una doppio Bachelor of Science in filosofia e biologia presso l'Università di Syracuse con una tesi intitolata "Medieval Arguments for the Existence of God". È poi entrato al Collegio di Santa Sofia a Roma dove, come studente dell'arcieparchia di Leopoli degli Ucraini e sotto la direzione del cardinale Josyp Slipyj, ha frequentato la Pontificia università urbaniana. Nel 1983 si è laureato magna cum laude in teologia e poi ha iniziato gli studi di dottorato in un programma interdipartimentale di storia culturale slava e bizantina presso l'Università di Harvard. Nel 1992 ha conseguito il dottorato di ricerca. La sua tesi, Crisis and Reform: The Kievan Metropolitanate, the Patriarchate of Constantinople, and the Genesis of the Union of Brest, è stata pubblicata dall'Harvard Ukrainian Research Institute nel 1998.
Nell'estate del 1986 ha seguito un corso di lingua polacca all'Università Jagellonica di Cracovia e nel 1988 un corso di lingua e linguistica ucraina all'Università Statale di Kiev. Dall'ottobre del 1994 al luglio del 1995 ha frequentato il Pontificio istituto orientale conseguendo al termine degli studi la licenza in scienze ecclesiastiche orientali con una tesi intitolata: "Towards an Analysis of the ‘Neo-Patristic Synthesis' of Georges Florovsky". In seguito ha conseguito il dottorato nella medesima disciplina presso lo stesso ateneo con una tesi intitolata: "The Paschal Mystery in the Underground Life of the Ukrainian Greco-Catholic Church, 1945–1989: A Theological Study".
Ha lavorato come istruttore di lingua slava presso il Dipartimento di lingua e letteratura slava dell'Università di Harvard dal 1986 al 1987 e come docente di patrimonio della cristianità orientale presso lo Sheptytsky Summer Institute della Catholic Theological Union di Chicago nel 1992; di introduzione alla storiografia orale presso la Facoltà di storia dell'Università di Leopoli nel 1992; di un corso di conferenza sulla storiografia orale presso la stessa Facoltà nel 1993; di introduzione al cristianesimo orientale presso lo Sheptytsky Summer Institute della Facoltà di teologia dell'Università di San Paolo a Ottawa nel 1993; di argomenti selezionati nel pensiero cristiano orientale presso lo stesso istituto nel 1994; di indagine sulla storia e la civiltà bizantina e di spiritualità cristiana in un'epoca post-moderna presso la Facoltà di filosofia e teologia dell'Accademia teologica di Leopoli nel 1995; di cristianesimo slavo orientale nel programma per studenti di pre-teologia del Pontificio istituto orientale nel 1996 e di storia ucraina moderna presso la summer school del Dipartimento di storia dell'Università di Harvard.
Nel 1992 si è trasferito definitivamente a Leopoli, dove ha fondato l'Istituto di storia della Chiesa del quale è stato direttore fino all'ottobre del 2002. Nel 1993 è stato nominato presidente della commissione per il rinnovamento dell'Accademia teologica di Leopoli dall'arcivescovo Myroslav Ivan Ljubačivs'kyj. Come tale è stato 
responsabile della visione generale, della redazione dei curricula di studio, dello sviluppo della biblioteca, del reclutamento dei docenti e della preparazione dei libri di testo. Ha anche collaborato nella raccolta fondi. Dal 1995 al 2000 è stato vice rettore dell'Accademia teologica. Come tale è stato decano per gli affari accademici, responsabile dello sviluppo degli Istituti di ricerca e aveva responsabilità parziale per la raccolta fondi e lo sviluppo della biblioteca. Dal 1995 al 2001 è stato coordinatore del team ucraino del progetto «Aufbruch», uno studio comparativo in dieci nazioni sugli effetti del totalitarismo sulla Chiesa cattolica nelle società dell'Europa centrale e orientale coordinato dal Forum Pastorales dell'Università di Vienna. Nel 2000 è stato promosso a rettore dell'Accademia e nel 2002 è diventato rettore dell'Università Cattolica Ucraina, fondata sulla base dell'accademia, e più tardi presidente.
Il 14 agosto 1998 è stato ordinato diacono per l'arcieparchia di Leopoli degli Ucraini da monsignor Ljubomyr Huzar, vescovo ausiliare dell'arcieparchia. Il 26 novembre dello stesso anno è stato ordinato presbitero nella cattedrale di San Giorgio a Leopoli per l'arcieparchia di Leopoli da monsignor Sofron Stefan Wasyl Mudry, eparca di Ivano-Frankivs'k.
È stato anche presidente del comitato ucraino dell'Associazione internazionale per la storia comparata della Chiesa dal 1996 e membro del comitato consultivo dell'Università nazionale di Leopoli Ivan Franko dal 2005.
Il 17 febbraio 2001 lo stesso pontefice lo ha nominato consultore della Congregazione per le Chiese orientali.

### Ministero episcopale
Il 21 luglio 2012 papa Benedetto XVI lo ha nominato esarca apostolico per i fedeli ucraini di rito bizantino residenti in Francia e vescovo titolare di Carcabia. Ha ricevuto l'ordinazione episcopale il 26 agosto successivo nella cattedrale di San Giorgio a Leopoli dall'arcivescovo maggiore di Kiev-Halyč Svjatoslav Ševčuk, coconsacranti l'arcieparca metropolita di Leopoli degli Ucraini Ihor Voz'njak e l'esarca apostolico per i fedeli ucraini di rito bizantino residenti in Gran Bretagna Kyr Hlyb Borys Sviatoslav Lonchyna. Ha preso possesso dell'esarcato il 2 dicembre successivo.
Il 19 gennaio 2013 con la bolla Qui in beati papa Benedetto XVI ha elevato l'esarcato apostolico al rango di eparchia dandole il nome attuale e lo ha nominato eparca. Oltre alla Francia, l'eparchia comprende anche Belgio, Paesi Bassi, Lussemburgo e Svizzera.
Ha partecipato al 49º sinodo dei vescovi della Chiesa greco-cattolica ucraina.
Il 18 febbraio 2019 papa Francesco lo ha nominato arcieparca metropolita di Filadelfia. Ha preso possesso dell'arcieparchia il 4 giugno successivo con una cerimonia nella cattedrale dell'Immacolata Concezione a Filadelfia.
Il 6 agosto 2019 lo stesso pontefice lo ha nominato membro della Congregazione per le Chiese orientali; il 2 dicembre 2021 lo ha nominato membro del Dicastero per la Comunicazione.
Nel febbraio del 2020 ha compiuto la visita ad limina.
È autore di oltre 50 studi sulla storia della Chiesa, sulla formazione teologica e su diversi temi di rilevanza culturale.
È stato insignito dell'Ordine del coraggio intellettuale della rivista culturale Ї nel 2005; del Premio Antonovych nel 2006; della cittadinanza onoraria di Leopoli il 5 maggio 2007; del Premio Jan Nowak-Jezioranski nel 2016; del Premio Vasyl Stus nel 2018; del dottorato honoris causa in lettere umanistiche dall'Università di Syracuse nel maggio del 2018 per premiare "la sua visione di libertà e amore per le persone, la guida coraggiosa nella lotta alla tirannia e il sostegno ai suoi studenti durante la Rivoluzione della Dignità 2013-2014"; e del Notre Dame Award dall'Università di Notre Dame a South Bend nel giugno del 2019.

## Opere
- (EN) The Kyivan Metropolitanate, the Patriarchate of Constantinople, and the Genesis of the Union of Brest, Ukrainian Research Institute, Harvard University, 2001,  p. 492.

## Genealogia episcopale
La genealogia episcopale è:
- Patriarca Geremia II Tranos
- Arcivescovo Michal Rahoza
- Arcivescovo Hipacy Pociej
- Arcivescovo Iosif Rucki
- Arcivescovo Antin Selava
- Arcivescovo Havryil Kolenda
- Arcivescovo Kyprian Žochovs'kyj
- Arcivescovo Lev Zaleski
- Arcivescovo Jurij Vynnyc'kyj
- Arcivescovo Luka Lev Kiszka
- Vescovo György Bizánczy
- Vescovo Inocențiu Micu-Klein, O.S.B.M.
- Vescovo Mihály Emánuel Olsavszky, O.S.B.M.
- Vescovo Vasilije Božičković, O.S.B.M.
- Vescovo Grigore Maior, O.S.B.M.
- Vescovo Ioan Bob
- Vescovo Samuel Vulcan
- Vescovo Ioan Lemeni
- Arcivescovo Spyrydon Lytvynovyč
- Arcivescovo Josyf Sembratowicz
- Cardinale Sylwester Sembratowicz
- Arcivescovo Julian Kuiłovskyi
- Arcivescovo Andrej Szeptycki, O.S.B.M.
- Cardinale Josyp Ivanovyč Slipyj
- Cardinale Ljubomyr Huzar, M.S.U.
- Arcivescovo Ihor Voz'njak, C.SS.R.
- Arcivescovo Svjatoslav Ševčuk
- Arcivescovo Borys Andrij Gudziak